# Bourke Place
Bourke Place — небоскрёб, находящийся в городе Мельбурн, Австралия. Высота здания 254 метра (833 фута), 51 этаж и это делает его пятым по высоте зданием Австралии. Небоскрёб строился с 1990 по 1991 год.
Сооружение было разработано архитектурной фирмой «Godfrey & Spowers».  